# Жан-Батист, Люсьен
Люсьен Жан-Батист (фр. Lucien Jean-Baptiste) — современный французский актёр и кинорежиссёр.

## Избранная фильмография

### Режиссёр
1. 2009 — «Первая звезда» / фр. La Première étoile

### Актёр
- 1999 — телесериал фр. «Véga» — Кабала
- 1999 — фр. «Cruel été»
- 1999 — фр. Du bleu jusqu'en Amérique — Bob l’Antillais
- 2002 — Бригада по-французски / La Mentale
- 2007 — «Тринадцать квадратных метров» / 13 m² — Фарук
- 2007 — англ. «The Murder of Princess Diana» (ТВ) — Мартин
- 2007 — мультсериал «Banja», серии «Borzal d'île», «Pilot» — Banja (озвучивание)
- 2008 — фр. Aliker — Bissol
- 2008 — фр. Sauvons les apparences! (ТВ) — Malik
- 2008 — фр. Répercussions (ТВ) — Le commissaire Valréas
- 2009 — «Первая звезда» / фр. La Première étoile

## Награды и номинации
- 2009 — Гран-при и приз кинозрителей XII кинофестиваля «Alpe d’Huez Film Festival» фильму «Первая звезда»[1].